# Mihai Trăistariu
Mihai Trăistariu (Piatra Neamț, 16 dicembre 1979) è un cantante e musicista romeno.
Dopo la laurea in matematica, ha deciso di intraprendere la carriera da cantante. È conosciuto come uno dei pochi cantanti maschi con un'estensione vocale di cinque ottave, e per questo chiamato anche Mariah Carey al maschile.
Nel 2006 ha rappresentato la Romania all'Eurovision tenutosi ad Atene con la canzone Tornerò.

## Discografia
- Cât de frumoasă ești (2004)
- Îți dau (2005)
- Tornerò (2006)
- Dimmi si o no (2007)
- Your Love Is High (2008)